# Scaphognathops stejnegeri
Scaphognathops stejnegeri är en fiskart som först beskrevs av Smith, 1931.  Scaphognathops stejnegeri ingår i släktet Scaphognathops och familjen karpfiskar. IUCN kategoriserar arten globalt som livskraftig. Inga underarter finns listade i Catalogue of Life.